# Rabbin
Pour les articles ayant des titres homophones, voir Yitzhak Rabin, Michael Rabin et Michael Rabin (violoniste).

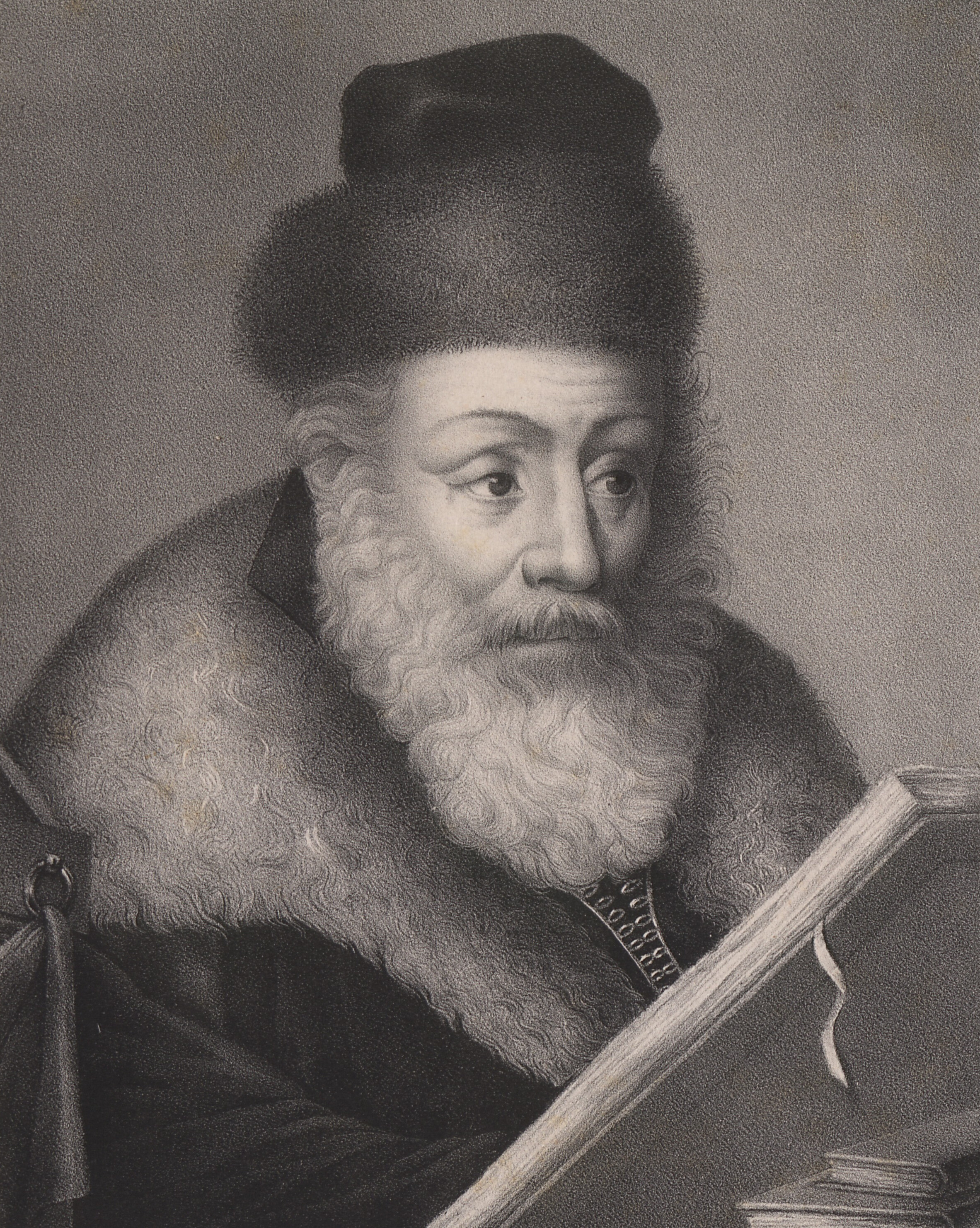
Le rabbin Akiva Eiger

Le rabbin (hébreu רַב, Rav en hébreu moderne, Rov ou Rouv en hébreu ashkénaze) est une personne dont l’érudition dans l’étude de la Torah lui permet de prendre des décisions ou rendre des jugements en matière de Loi juive. Au vu de l’importance de celle-ci dans la vie juive traditionnelle, le rabbin a longtemps été la figure communautaire dominante du judaïsme. À la suite de la Haskala et surtout de la réforme du judaïsme, son rôle a été fortement redéfini dans les communautés non-orthodoxes.

## Fonction rabbinique au temps de la Mishna et du Talmud
Le mot « rav », provenant de la racine « R-B-B », qui dénote la grandeur ou la multitude, apparaît dans la Bible hébraïque lors de l'épisode de la sortie d'Égypte où il désigne l'Erev Rav, la Grande Multitude (ערב רב), les esclaves convertis qui suivaient les Enfants d'Israël. Ce terme a son équivalent en arabe : rabb (ربّ : « seigneur »). Dans la tradition hébraïque, il ne désigne pas une fonction mais constitue un titre de respect – ainsi en est-il du rav hatabbahim (« cuisinier » ou « exécuteur en chef ») ou du rav hovel (« marin en chef », c'est-à-dire « capitaine »). Les Sages recommandent d’employer ce terme pour toute personne dont on a reçu un enseignement, fût-il inférieur en sagesse et n'eût-il enseigné qu'une seule lettre.
Le Sage de l'ère du Second Temple, puis de la période tannaïtique, n'a aucune prérogative sur les cohanim (prêtres), qui assurent le culte divin au Temple, ni sur les lévites, qui assistent ces derniers. Son rôle est celui d'un juge ou d'un arbitre dont la décision doit se conformer à la Loi, qui se trouve, selon la tradition juive, consignée dans la Torah SheBiKhtav (la Torah écrite, c’est-à-dire la Bible hébraïque), reçue de Moïse sur le Sinaï, et développée dans la Torah SheBe'al Pe (la Torah orale), une tradition orale d'exégèse également initiée sur le Sinaï. L'objet de ses études est principalement de trouver des solutions à des situations inédites, en se fondant sur les enseignements de ses prédécesseurs et sur leur jurisprudence. Son autorité ne repose que sur le respect qu'inspire sa science, indépendamment de son ascendance et de son passé. Sa consécration est de voir cette autorité reconnue par ses pairs et par les étudiants qui souhaitent apprendre auprès de lui avant d’enseigner à leur tour.
C'est après la destruction du Temple de Jérusalem en 70 qu'il devient la seule figure d’autorité, les cohanim et les lévites n'ayant plus qu'un prestige symbolique. C'est aussi à cette époque qu'apparaissent les titres rabbiniques, le premier porteur d'un tel titre étant rabban Yoḥanan ben Zakkaï.
« Rabbi » (רַבִּי) – pluriel rabbanim, prononcé ribbī en hébreu sépharade et en hébreu yéménite – devient, au Ier siècle, un titre conféré aux « disciples des Sages » appelés à exercer une fonction publique, au terme d’une cérémonie d'ordination, la semikha. Il ne peut être transmis que par les Sages de la terre d'Israël, qui y ont été ordonnés eux-mêmes par le Sanhédrin selon la coutume transmise par les anciens, et ont reçu l'autorité pour juger de cas pénaux.
Tous les Sages n'ont pas ce titre : outre les rabbins babyloniens, qui sont ordonnés dans leurs collèges au terme d'une cérémonie plus informelle, et ne peuvent recevoir que le titre de rav, certains ne sont connus que par le nom de leur père, d'autres par celui de rabban, qui est, selon certains, réservé aux présidents du Sanhédrin et, selon d'autres, aux rabbins les plus prestigieux des générations passées.
Le rabbin, qu'il soit rav, rabbi ou rabban, n'est pas rémunéré pour ses fonctions (et ne peut l'être) ; il doit donc exercer une autre profession. Hillel est bûcheron et Shammaï maçon, rabbi Ḥanina et rabbi Oshaya sont cordonniers, Ḳarna, goûteur de vin, rav Houna porteur d'eau, etc. Le rabbin peut cependant, en tant qu'officier de justice, demander une compensation pour le temps passé dans l'exercice de cette fonction.

## Rabbinat au Moyen Âge

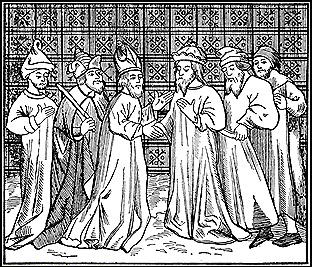
Rabbins français du Moyen-Âge

L’ordination formelle disparaît définitivement en 425, à la suite des mesures prises par Théodose II. Les titres rabbiniques de Rav et Rabbi, ainsi que de Rabbenou (« notre maître ») continuent à être employés bien que le second le soit quelque peu abusivement.
La situation et le statut des rabbins demeurent essentiellement les mêmes au Moyen Âge, à de rares exceptions près, comme les membres des collèges académiques de Babylonie, qui reçoivent leur salaire d’une partie des subsides versés aux académies, et ont pour métier de répondre aux questions des donateurs.
Cependant, les rabbins sont souvent à la pointe des connaissances dans les domaines profanes comme religieux, sous l’impulsion de Saadia Gaon, qui a fait pièce à l’influence culturelle et théologique de la civilisation arabo-musulmane en adaptant les acquis de celle-ci à la tradition juive. Ils parviennent parfois à de hautes fonctions à la cour des souverains, particulièrement en Espagne musulmane. La situation est sensiblement différente en France et en Allemagne, où les Juifs sont en butte à la méfiance, au mieux, et aux persécutions des populations chrétiennes locales, les empêchant de prendre une part active à la vie publique.

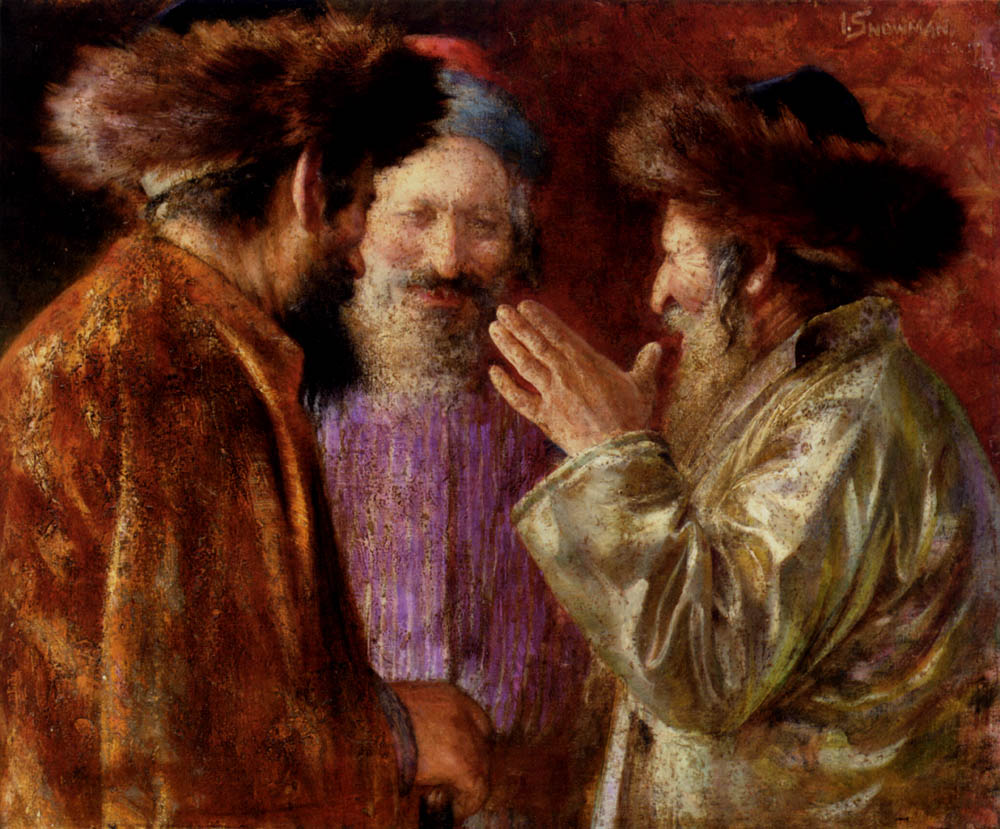
Trois rabbins de Jérusalem par Isaac Snowman

L’étendue des fonctions et de la juridiction du rabbin dépend principalement du bon vouloir des autorités ; en certains lieux et époques, celles-ci favorisent la centralisation de l’autorité, préfigurant la fonction de grand-rabbin, en accordant à certains maîtres éminents, comme Salomon ben Adret, Hasdaï Crescas ou Meïr de Rothenburg l’autorité religieuse au niveau régional, voire national, ce qui facilite le maintien de l’autorité judiciaire. Au niveau local, le concept ancien de maître du lieu (mara deatra) trouve, en Europe centrale, son équivalent avec les Landesrabbiner.
Il est généralement accordé aux rabbins l’autorité exclusive de rendre des décisions en matière religieuse et civile, à laquelle s’ajoute la supervision des institutions visant à assurer une vie juive, comme l’abattage et le bain rituel. Ils n’ont en revanche pas d’autorité particulière dans l’agencement du culte proprement dit.

## Rabbinat jusqu'auXVIIIesiècle

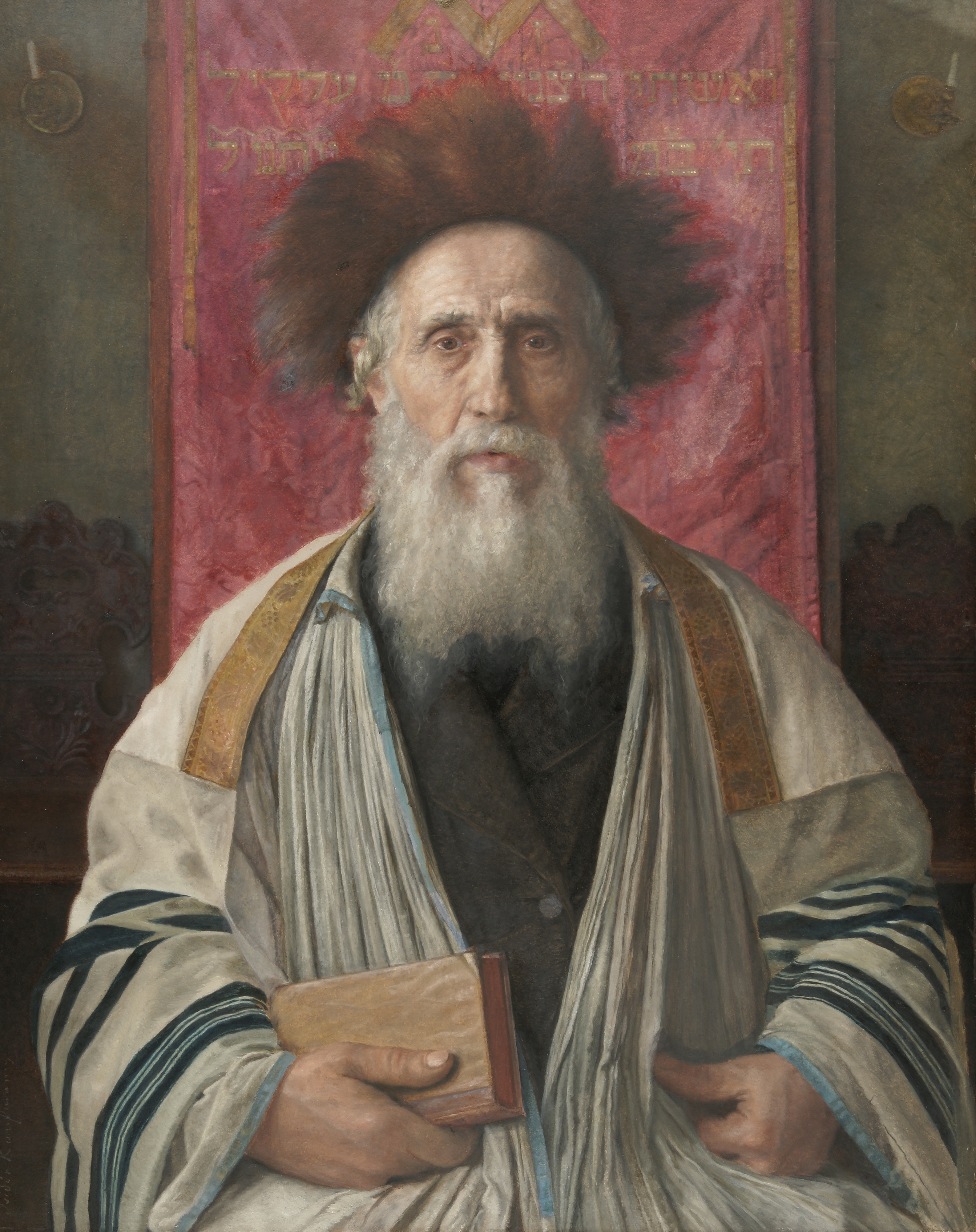
Portrait d'un rabbin, par Isidor Kaufmann.

L’expulsion des Juifs d’Espagne, en 1492, bouleverse l’équilibre du monde juif, qui se partage désormais en deux pôles majeurs, l’Europe de l’Est, d’une part, l’Afrique du Nord et le Moyen-Orient d’autre part.

### Rabbin dans le monde musulman
Dans ces dernières communautés, ainsi que dans les communautés établies en terre musulmane avant l’arrivée des séfarades, les érudits ne peuvent prendre le titre de rav, rabb étant l’un des 99 noms de Dieu. Hakham (« Sage ») devient l’un des titres les plus fréquemment choisis pour s’y substituer en Égypte, en Syrie et en terre d’Israël, mais d’autres qualificatifs se retrouvent, comme morè tzedeq (professeur de justice), dayan (juge), haver bet din (membre du tribunal). Les rabbins officiels jouaient un rôle central dans le maintien des conditions morales de leurs communautés, s’occupaient du rachat des captifs. Des titres utilisés en place de « grand rabbin » existaient également : le grand rabbin de la terre d’Israël était appelé Rishon LeTzion ; à partir de 1836, on désigna un rabbin régissant tous les Juifs sous domination ottomane, y compris la terre d’Israël, par le titre de Hakham Bashi ; le titre se répandit également en Afrique du Nord.
La fonction de rabbin, enseignant et membre ou juge de tribunaux siégeant selon la loi juive, devient rémunérée, lorsque les érudits ne trouvent plus d’autre moyen de gagner leur vie, et afin qu’ils ne négligent pas leurs études, en particulier après l’expulsion des Juifs d’Espagne.

### Rabbin en Europe centrale et occidentale
Au XVe siècle, la coutume se répand en Europe centrale de délivrer aux érudits une hatarat horaa (« permis d’enseigner »), qui leur octroie en outre le titre de Mori (« mon professeur »). Bien que cette innovation soit critiquée comme une imitation de la coutume des chrétiens, qui confèrent des doctorats à leurs universitaires, elle se répand, et ce diplôme est même appelé semikha jusqu’à nos jours.
En France, Napoléon, lorsqu'il émancipa les juifs, donna aux rabbins la fonction de ministre du culte et instaura le Consistoire central, où les rabbins étaient soumis à l’autorité du Grand-Rabbin de France.
La prononciation moderne du terme, à l'origine du français rabbin et de l'anglo-saxon rabbi (lequel se prononce rabbaï), résulte d’une innovation récente (XVIIIe siècle) des livres de prières ashkénazes, bien que cette vocalisation soit attestée dans des sources plus anciennes.

## Femmes ordonnées rabbins
Les femmes étant traditionnellement tenues à l’écart des études, il n’y eut pas de femmes ordonnées rabbins avant le XXe siècle, et toutes le furent dans des courants non-orthodoxes du judaïsme.
Dans le judaïsme orthodoxe, à la suite de la décision du Talmud, les décisionnaires de la loi juive ont estimé que les femmes n'étaient pas autorisées à servir en position d'autorité religieuse sur une collectivité juive,. Cette décision est toujours suivie dans les milieux juifs orthodoxes, mais a été assouplie dans des branches comme le judaïsme massorti, reconstructioniste ou réformé, qui sont moins strictes dans leur adhésion à la loi juive traditionnelle ou de façon plus générale aux États-Unis.
Il y a eu quelques rares cas de femmes endossant le rôle de rabbins dans les siècles antérieurs, comme Asenath Barzani, une érudite kurde à qui l’on conféra informellement le titre de Tanna'it, équivalent de facto à un titre rabbinique et Hannah Rachel Verbermacher, également connue sous le nom de Vierge de Ludmir, la seule femme, Rebbe, dans l'histoire du hassidisme.
La première femme rabbin est Regina Jonas, formellement ordonnée en Allemagne en 1935. Depuis, lorsque Sally Priesand est devenue la première femme rabbin du judaïsme réformiste en 1972, le Reform Judaism's Hebrew Union College a ordonné 582 femmes rabbins (chiffre de 2010). Sandy Eisenberg Sasso est devenue la première femme rabbin du judaïsme reconstructionniste en 1974 et Amy Eilberg est devenue la première femme rabbin dans le judaïsme conservative-Massorti, en 1985. Depuis, 240 femmes ont été ordonnées rabbins chez les reconstructionnistes et 187 femmes chez les conservatives-Massorti (chiffres de 2011).
À travers le monde, en 2019, on peut compter un millier de rabbins femmes : environ huit cents exercent aux États-Unis, une cinquantaine en Europe, dont cinq en France, et le reste en Israël. En Grande-Bretagne, en 2006, le Leo Baeck College, situé à Londres, avait ordonné trente rabbins femmes sur un total de 158 ordinations depuis 1956, à commencer par Jackie Tabick (en).
En France, seules sept femmes ont été ordonnées rabbins : Pauline Bebe en 1990, Floriane Chinsky en 2005, Célia Surget en 2007,, Delphine Horvilleur en 2008 puis Daniela Touati en 2019 ainsi qu'Ann Gaëlle Attias depuis 2022. Iris Ferreira est la première femme ordonnée rabbine, en France même, le 4 juillet 2021.
En Israël, il y a récemment d'importants changements d'attitude chez plusieurs juifs orthodoxes : ainsi, l'Institut Shalom Hartman, fondé par le rabbin David Hartman a ouvert en 2009 un programme qui accorde Semikha aux femmes. Le rabbin Aryeh Strikovski a travaillé dans les années 1990 avec le rabbin Avraham Shapira pour lancer le programme de formation des femmes orthodoxes Halakhiques Toanot dans les tribunaux rabbiniques. Ils ont depuis formé 72 femmes. En outre, le rabbin Strikovsky a accordé l'ordination de Haviva Ner-David (en) en 2006. En Israël, un nombre croissant de femmes membres du judaisme orthodoxes sont formées en tant que Yoatzot Halakha.
Le premier congrès mondial sur le judaïsme au féminin, Les Filles de Rachi, s’est tenu en juin 2019 en France à La Maison de Rachi à Troyes.

## Dénomination
Il faut encore mentionner la tournure yiddish de Rebbi, le Rebbe, qui désigne encore nombre de rabbins issus de dynasties hassidiques. C’est probablement par contamination phonétique que le terme Rabbi (prononcer Rabbaï) est revenu désigner les rabbins aux États-Unis.
Le terme Rav a donné en yiddish le Reb, titre donné à presque tout adulte impliqué dans l’étude des textes, le plus souvent le Talmud, par opposition aux karaïtes qui gratifiaient du titre de Hakham les personnes quelque peu érudites en Torah.